# Le Cheval qui pleure
Pour plus de détails, voir Fiche technique et Distribution.
Le Cheval qui pleure (Дорогой ценой, Dorogoy tsenoy, litt. Prix cher) est un film ukrainien réalisé par Marc Donskoï, sorti en 1957.

## Fiche technique
- Titre original : Дорогой ценой, Dorogoy tsenoy
- Titre français : Le Cheval qui pleure
- Réalisation : Marc Donskoï
- Scénario : Irina Donskaïa
- Pays d'origine : URSS
- Format : Couleurs - Mono
- Genre : drame
- Date de sortie : 1957

## Distribution
- Vera Donskaïa : Solomia
- Youri Dedovitch : Ostap
- Ivan Tverdokhleb : Kotigorochek
- Olga Petrova : Marioutsa
- Sergueï Chichko : Radou